# King & Wood Mallesons

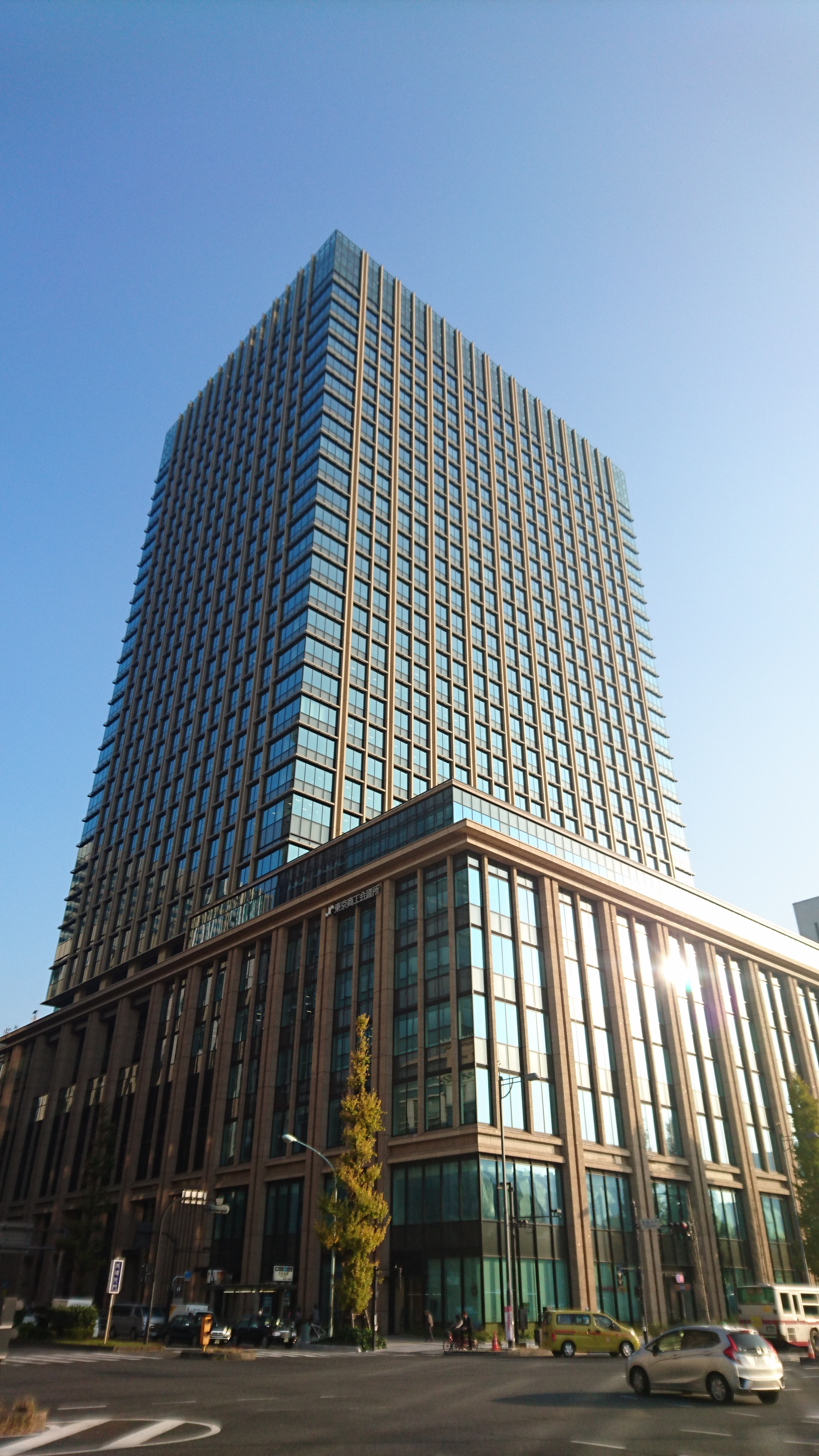
King＆Wood Mallesons' Tokyo office

King & Wood Mallesons（KWM）は、アジア最大のグローバルファーム。欧州、北米、アジア、中東に30の拠点と3500名以上の法律専門家を有する。前身はイギリスの"Silver circle"であるSJ Berwin 、オーストラリアの"Big Six"であるMallesons Stephen Jaques、"Red circle"であるKing & Wood である。

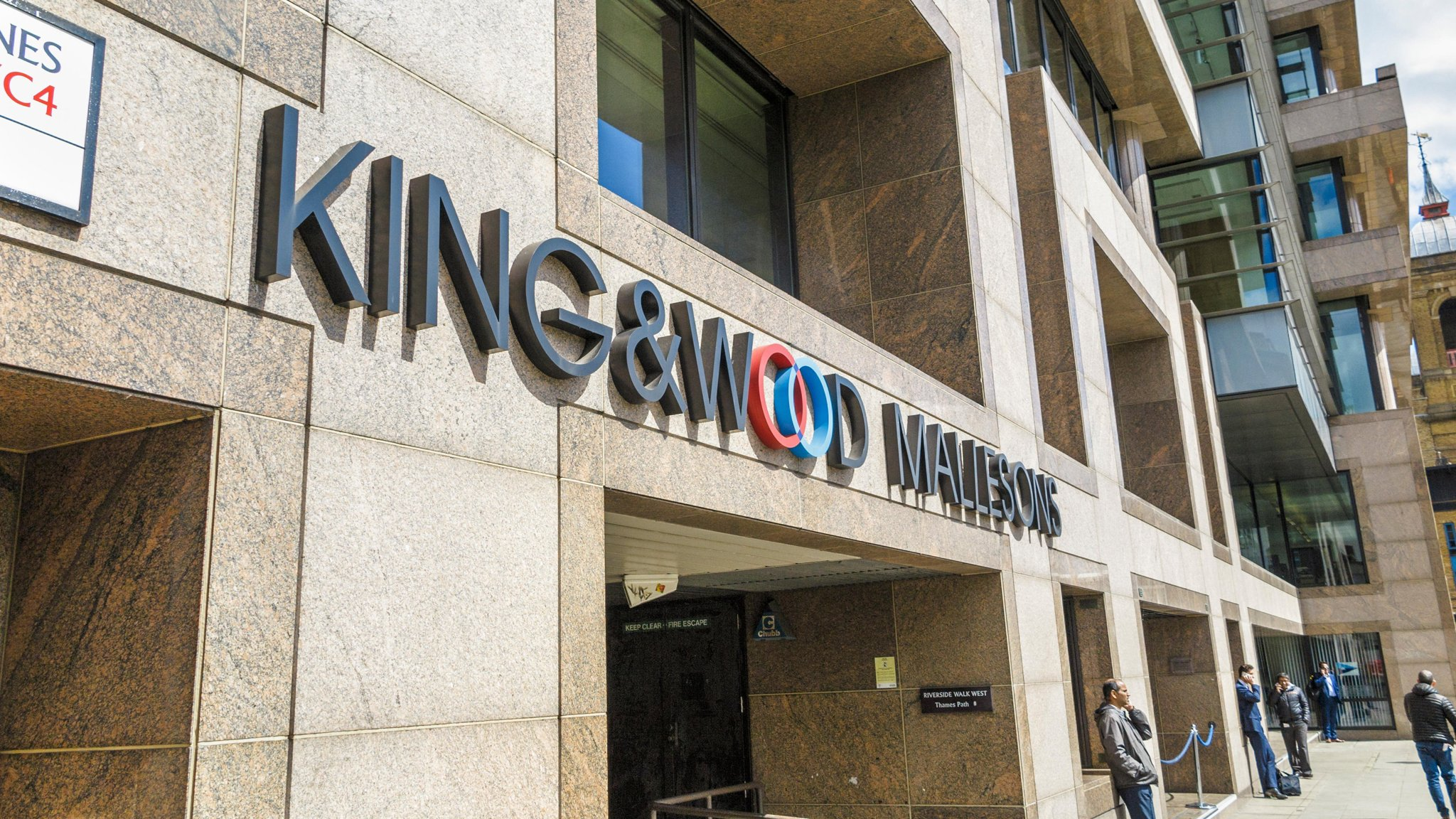
King & Wood Mallesons' London office

## 業務分野
一般企業法務、国際取引、M&A、ファイナンス、証券、紛争、独禁など主にビジネス関係の国際的及び国内法務を幅広く扱い、数多くの大規模M&A案件を担当している。

## 受賞・評価
- Chambers & Partnersが発行するChambers Asia-Pacific 2022において、Asia-Pacific Law Firm of the Yearを受賞。Capital Markets、Intellectual Property、Investment Funds、TMTの４部門でBand1に選出、Corporate/M&A、Banking & Finance、Energy＆Natural Resources、Life Science、Projects＆Infrastructureの５部門でBand2に選出されている[3]。
- Thomson Reutersが実施するGlobal Elite Law Firm Brand Index2021 Asia-Pacificにおいて、第1位に選出されている[4]。
- Acritasが実施するAcritas Asia Pacific Law Firm Brand Index 2020において、第１位に選出されている[5]。
- Financial Times主催のAsia-Pacific Innovative Lawyers Awards 2022において、最優秀賞を受賞している[6]。

## 沿革
- 1849年 - Mallesons Stephen Jaquesの創設者Montague Stephenがシドニーに事務所を構える。
- 1888年 - Stephen Jaques & Stephenに名称変更。
- 1976年 - Stephen Jaques & Stephenがロンドンオフィスを設立。
- 1982年 - Stone Jamesと合併し、Stephen Jaques Stone Jamesが成立。
- 1982年 - SJ. Berwinの創設者Stanley J. Berwinがロンドンに事務所を構える。
- 1987年 - Stephen Jaques Stone JamesとMallesonsが合併し、Mallesons Stephen Jaquesが成立。
- 2012年 - Mallesons Stephen JaquesとKing & Wood が合併。
- 2013年 - SJ Berwinが合併。